# Lone Oak (Teksas)
Lone Oak je grad u američkoj saveznoj državi Teksas. Prema popisu stanovništva iz 2010. u njemu je živjelo 598 stanovnika.